# 那山、那人、那狗
《那山、那人、那狗》（英译：Postmen in the Mountains），是潇湘电影制片厂和北京电影制片厂于1998年联合制作，发行于1999年的中國大陆电影。改编自彭见明的短篇小说《那山 那人 那狗》，导演霍建起，主演滕汝骏、刘烨（饰演儿子）。

## 剧情
电影讲述一位多年行走山间的递信员，在面临腿疾而不得不退休之时，他的儿子主动继承了这份工作。行走山間送信是件苦差，每次來回要用三天走二百多里山路：第一天要走80里上山路，翻過天車嶺到望風坑，在九半壟住下；第二天要趕到到寒婆坳，再經揺掌山、葛藤坪，到大月嶺住下，又是80里路。第三天從大月嶺走下山路回來，亦是80里。
由于儿子工作才第一日，父亲于是决定陪同他又一次踏上山路，可以提供给他经验得出的要领。其实，电影想要表达，儿子在学习如何工作的同时，更多的是学习他的父亲，那些他从未意识到的闪光的人生价值。
电影开篇由儿子的自白开始，逐渐展示当时的生活，家庭，亲情，社会观念，与父亲间存在的微妙的代沟和牵绊。风格清新叙述风格简约而细腻。虽然内容是反映思想层面的，难免有时沉重，但穿插其中父子间交流的小片段，温馨可人十分可圈可点。

## 角色
| 角色     | 演员                  | 介绍 |
| 父親     | 滕汝駿、 黨昊（青年） | 鄉村郵遞員，因腿疼而要退休。 |
| 兒子     | 劉燁                  | 24歲，第一天接父親班當鄉村郵遞員 |
| 母親     | 趙秀麗、 黃薇（青年） | 來自大山，年輕時放牛時摔傷了腿，由「父親」背著回家，兩人互生愛慕並結婚。婚後在家操持家務，默默的支持丈夫，毫無怨言，但離開山裡的故鄉後，一輩子想家。 |
| 五婆     | 龔業珩                | 獨居的失明老人，孫子是方圓幾百里第一個考上重點大學的孩子，走了便再也沒有回來。                                                                       |
| 侗族姑娘 | 陳好                  | 二十出頭的美麗姑娘 |
| 轉娃     | 楊偉偉                | 十五六歲的男孩，因上學的路太遠，讀了兩年初中便停學，轉讀函授大學的新聞系。                                                                           |

## 获奖与提名
该片荣获1999年金鸡奖最佳影片奖、最佳男演员奖和第23届蒙特利尔电影节“最受公众欢迎奖”，第31届印度电影节评委会大奖、银孔雀奖。
| 中国电影金鸡奖 |            |                                |          |
| 颁奖年份       | 奖项名称   | 提名演員                       | 评奖结果 |
| 1999年         | 最佳故事片 | 潇湘电影制片厂、北京电影制片厂 | 获奖     |
| 1999年         | 最佳导演   | 霍建起                         | 提名     |
| 1999年         | 最佳编剧   | 思芜                           | 提名     |
| 1999年         | 最佳男主角 | 滕汝俊                         | 获奖     |
| 1999年         | 最佳男配角 | 劉 燁                          | 提名     |

| 印度国际电影节 |                |          |
| 颁奖年份       | 奖项名称       | 评奖结果 |
| 1999年         | 金孔雀最佳影片 | 获奖     |

| 蒙特利尔国际电影节 |            |          |
| 颁奖年份           | 奖项名称   | 评奖结果 |
| 1999年             | 观众票选奖 | 获奖     |
| 1999年             | 最佳影片   | 提名     |

## 外部連結
- 互联网电影数据库（IMDb）上《那山那人那狗》的资料（英文）
- 1905电影网上《那山、那人、那狗》的资料（简体中文）
- 豆瓣电影上《那山、那人、那狗》的資料 （简体中文）